# Cerastium terrae-novae
Cerastium terrae-novae är en nejlikväxtart som beskrevs av Merritt Lyndon Fernald och Wieg. Cerastium terrae-novae ingår i släktet arvar, och familjen nejlikväxter. Inga underarter finns listade i Catalogue of Life.